# Miss You (chanson de Yuna Ito)
Pour les articles homonymes, voir Miss You.
Singles de Yuna Itō
Anata ga Iru Kagiri - A World to Believe In
(2008) Koi wa Groovy x2
(2008)
Miss You est le 11e single de Yuna Itō sorti sous le label Studioseven Recordings le 3 septembre 2008 au Japon. Il atteint la 20e place du classement de l'Oricon. Il se vend à 5 593 exemplaires la première semaine, et reste classé pendant 5 semaines, pour un total de 8 879 exemplaires vendus.
- Miss You a été utilisé comme fond musical dans le commerce Vitamin Fruit de Ito En.
- Miss You a inspiré la chanson pour le roman sur portable, Tenshi no Koi.

Miss You et Breeeeezin!!!!!!! se trouvent sur l'album Dream. Miss You se trouve sur la compilation Love.

## Liste des titres
| 1. | Miss You                                              | Maika Shiratori | Hiyoe Yasuhara                       | 5:03 |
| 2. | Breeeeezin!!!!!!!                                     | Kami Kaoru      | Kami Kaoru, Matsuzawa "TOM" Tomokazu | 3:50 |
| 3. | Urban Mermaid -Bittersweet Movement Blood-I Riddimix- |                 | Blood-I                              | 3:59 |
| 4. | Miss You (Instrumental)                               |                 |                                      | 5:03 |

## Interprétations à la télévision
- Music Japan (4 août 2008)
- Music Fighter (5 août 2008)
- TV Asahi's Music Station (22 août 2008)